# فرودگاه آبی نیپاوین
فرودگاه آبی نیپاوین (به انگلیسی: Nipawin Water Aerodrome) یک فرودگاه همگانی است که یک باند فرود آب دارد. این فرودگاه در کشور کانادا قرار دارد و در ارتفاع ۳۱۴ متری از سطح دریا واقع شده است.